# Pagoda della Gru Gialla
La Pagoda della Gru Gialla (cinese tradizionale: 黃鶴樓; cinese semplificato: 黄鹤楼; pinyin: Huáng Hè Lóu; letteralmente: "Torre della Gru Gialla") è un edificio di grande significato per la storia dell'arte, che sorge a Wǔhàn, nella provincia di Hubei, nella Repubblica popolare cinese.

## Posizione

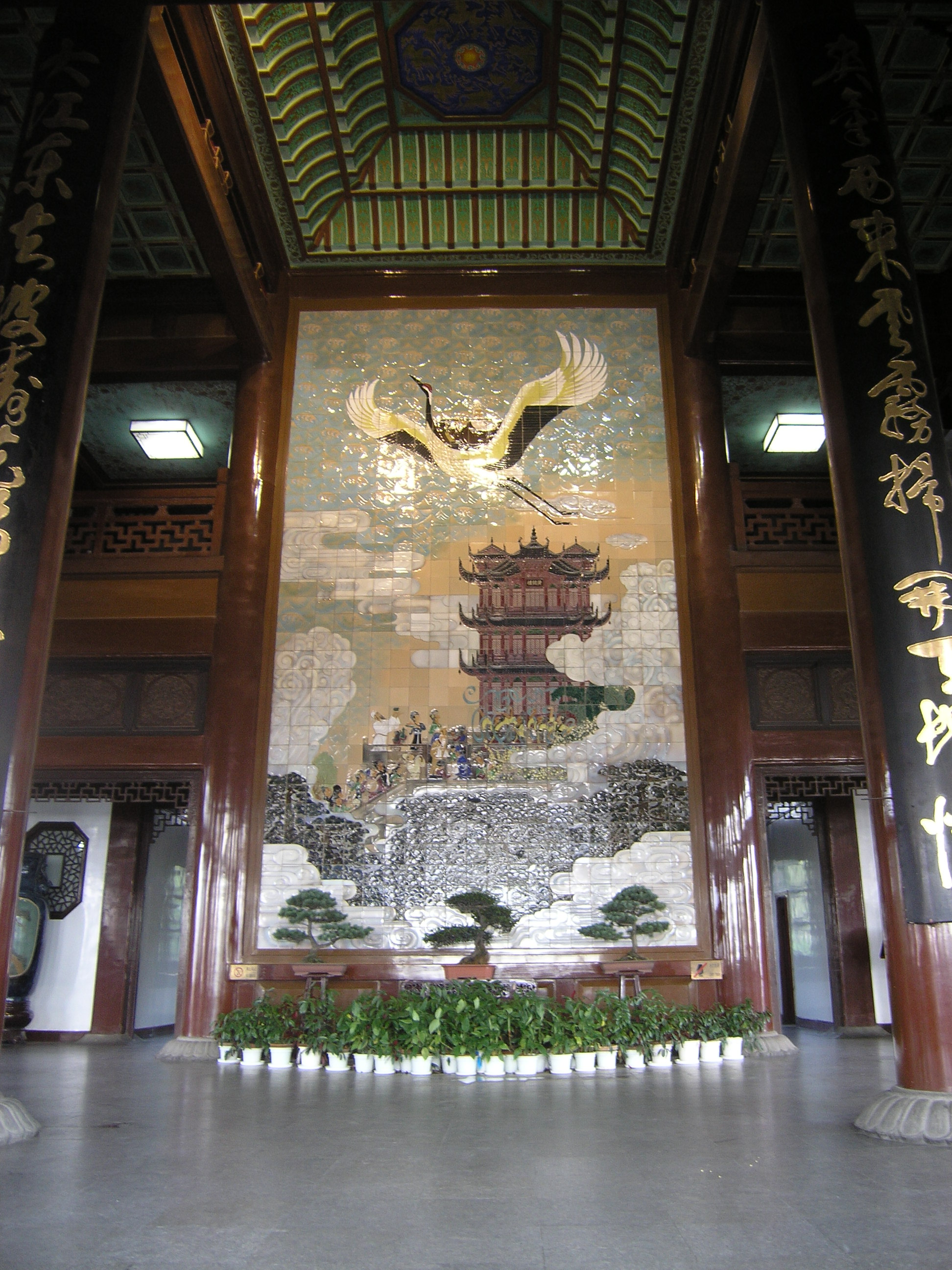
La Pagoda della Gru al pianterreno

La pagoda si trova sul Monte Sheshan (conosciuto come la Collina del Serpente), al centro del quartiere di Wuchang e quindi vicino al Chang Jiang. Questa montagna si eleva sensibilmente al di sopra della città, per cui dalla Pagoda della Gru si ha una vista meravigliosa. La pagoda è una ricostruzione di un antico monumento di 1700 anni fa che fu elevato per ricordare la visita di un immortale che salì la collina in sella ad una gru gialla. Da qui il nome "Rupe della Gru Gialla".

## Storia
La costruzione fu eretta nel 223, durante il Periodo dei Tre Regni (三國), come edificio in legno. Nel corso degli anni la torre fu distrutta sia dal fuoco,sia dai vari proprietari. Di conseguenza il suo aspetto attraversò diverse fasi. All'interno della torre si trovano oggi tavole e modelli di legno, che spiegano la storia ed i cambiamenti che ha subito nel corso del tempo.
Cuī Hào (崔颢), un celebre poeta della Dinastia Tang (唐朝), visitò la struttura agli inizi dell'VIII secolo. La sua poesia dal titolo "La Torre di Huanghe" rese la torre l'edificio più famoso della Cina meridionale.

## Dati
L'attuale torre fu completata nel 1985, riprendendo il modello da dipinti della Dinastia Qing (清朝). I lavori di costruzione sono durati quattro anni. L'edificio ha cinque piani ed è alto 51 metri. Solo l'ascensore installato nel frattempo non corrisponde al modello storico.